# لويس سانشيز
لويس سانشيز (بالإسبانية: Luis Antonio Sánchez)‏ (27 مايو 1910 بوينس آيرس الأرجنتين - ) هو لاعب كرة قدم أرجنتيني.

## مسيرته

### مسيرته مع الأندية
- 1930 - 1931 لعب مع Estudiantes de Buenos Aires [الإنجليزية]‏ 22 مباراة سجل خلالها 7 أهداف.
- 1931 - 1932 لعب مع أتليتكو بلاتينسي [الإنجليزية]‏ 29 مباراة سجل خلالها 20 هدف.
- 1932 - 1934 لعب مع بوكا جونيورز 74 مباراة سجل خلالها 25 هدف.
- 1935 - 1937 لعب مع أتليتكو بلاتينسي [الإنجليزية]‏ 71 مباراة سجل خلالها 25 هدف.